# 매 퀘스텔
메이 퀘스텔(Mae Questel, 영어 발음: /meɪ/, 1908년 9월 13일 ~ 1998년 1월 4일)는 미국의 배우이다.
브롱크스에서 태어났으며 뉴욕에서 사망하였다. 사인은 알츠하이머병이다.

## 출연 작품

### 영화
- Baby Be Good (1935) - 단편 애니메이션
- Mr. Bug Goes to Town (1941) - 애니메이션
- 머조러티 오브 원 (1961)
- 화니 걸 (1968) - 스트레이코시 부인 역
- 누가 로저 래빗을 모함했나 (1988)
- 크리스마스 대소동 (1989)
- 뉴욕스토리 (1989)

### 텔레비전
- 뽀빠이 (1960-62, Popeye the Sailor) - 애니메이션